# دریا (فیلم ۱۹۳۳)
«دریا» (لهستانی: Morze) یک فیلم مستند کوتاه لهستانی است که توسط واندا یاکوبوفسکا کارگردانی شد و در سال ۱۹۳۳ منتشر شد.
این فیلم در جوایز اسکار سال ۱۹۳۳ در رشته بهترین Live Action Short Film نامزد شده بود